# Lista zwycięzców wyścigów Pucharu Pokoju i Przyjaźni
Artykuł przedstawia zwycięzców wyścigów Pucharu Pokoju i Przyjaźni – serii rozgrywanej w krajach bloku wschodniego w latach 1963–1990. W ramach Pucharu prowadzono również klasyfikację narodów.

## Samochody wyścigowe
Pochyloną czcionką oznaczono mistrzów Pucharu Pokoju i Przyjaźni.
Opracowano na podstawie materiału źródłowego
| Lp. | Państwo        | Kierowca            | Zwycięstwa | Aktywność           | Pierwsze zwycięstwo | Ostatnie zwycięstwo |
| --- | -------------- | ------------------- | ---------- | ------------------- | ------------------- | ------------------- |
| 1   | Czechosłowacja | Václav Lim          | 15         | 1977–1990           | Most 1977           | Most 1988           |
| 2   | NRD            | Ulli Melkus         | 11         | 1969–1989           | Toruń 1974          | Schleiz 1987        |
| 3   | NRD            | Heinz Melkus        | 10         | 1963–1973           | Gliwice 1963        | Most 1972           |
| 4   | ZSRR           | Toomas Napa         | 8          | 1976–1988           | Albena 1978         | Albena 1986         |
| 4   | ZSRR           | Wiktor Kozankow     | 8          | 1984–1990           | Gałacz 1986         | Ryga 1990           |
| 6   | Czechosłowacja | Jan Veselý          | 7          | 1980–1990           | Kielce 1982         | Schleiz 1984        |
| 7   | Czechosłowacja | Vladimír Hubáček    | 5          | 1966–1967 1969–1970 | Budapeszt 1966      | Szczecin 1970       |
| 8   | Czechosłowacja | Vladislav Ondřejík  | 4          | 1969–1970           | Szczecin 1969       | Schleiz 1970        |
| 8   | Czechosłowacja | Karel Jílek         | 4          | 1972–1982           | Mińsk 1974          | Toruń 1977          |
| 8   | Czechosłowacja | Jiří Červa          | 4          | 1975–1985           | Most 1975           | Hawierzów 1983      |
| 11  | Polska         | Jerzy Jankowski     | 3          | 1963–1966           | Pecz 1964           | Schleiz 1966        |
| 11  | Czechosłowacja | Miroslav Fousek     | 3          | 1966–1970           | Kraków 1967         | Štramberk 1968      |
| 11  | Czechosłowacja | Albín Patlejch      | 3          | 1973–1977           | Most 1973           | Most 1974           |
| 11  | Czechosłowacja | Jiří Moskal         | 3          | 1978–1986           | Albena 1980         | Albena 1981         |
| 11  | NRD            | Bernd Kasper        | 3          | 1978–1989           | Schleiz 1982        | Budapeszt 1987      |
| 11  | ZSRR           | Toivo Asmer         | 3          | 1979–1990           | Schleiz 1989        | Hawierzów 1990      |
| 17  | NRD            | Max Byczkowski      | 2          | 1963–1964           | Sachsenring 1964    | Brno 1964           |
| 17  | NRD            | Wolfgang Küther     | 2          | 1971–1974 1977      | Schleiz 1971        | Mińsk 1973          |
| 17  | ZSRR           | Madis Laiv          | 2          | 1970–1976           | Mińsk 1975          | Kijów 1976          |
| 17  | NRD            | Frieder Kramer      | 2          | 1976–1982           | Schleiz 1980        | Schleiz 1981        |
| 21  | NRD            | Frieder Rädlein     | 1          | 1963–1964 1966–1970 | Sachsenring 1963    | Sachsenring 1963    |
| 21  | Polska         | Antoni Weiner       | 1          | 1965–1967           | Warszawa 1966       | Warszawa 1966       |
| 21  | Czechosłowacja | Jiří Rosický        | 1          | 1972–1979 1981      | Mińsk 1972          | Mińsk 1972          |
| 21  | Czechosłowacja | Jaroslav Bobek      | 1          | 1967–1969 1972      | Schleiz 1972        | Schleiz 1972        |
| 21  | Czechosłowacja | Jiří Šmíd           | 1          | 1973–1974 1976      | Toruń 1973          | Toruń 1973          |
| 21  | NRD            | Hartmut Thaßler     | 1          | 1974–1975 1980–1983 | Schleiz 1975        | Schleiz 1975        |
| 21  | NRD            | Wolfgang Günther    | 1          | 1975–1983           | Kijów 1978          | Kijów 1978          |
| 21  | NRD            | Heiner Lindner      | 1          | 1974–1981 1983–1984 | Schleiz 1978        | Schleiz 1978        |
| 21  | Czechosłowacja | František Valovič   | 1          | 1975–1979           | Toruń 1978          | Toruń 1978          |
| 21  | Węgry          | Csaba Kesjár        | 1          | 1982–1985           | Albena 1983         | Albena 1983         |
| 21  | Czechosłowacja | Jiří Veselý         | 1          | 1980 1983–1987      | Reșița 1984         | Reșița 1984         |
| 21  | Polska         | Artur Skwarzyński   | 1          | 1986–1990           | Poznań 1990         | Poznań 1990         |
| 21  | ZSRR           | Aleksandr Potiechin | 1          | 1989–1990           | Schleiz 1990        | Schleiz 1990        |

## Samochody turystyczne
Pochyloną czcionką oznaczono mistrzów Pucharu Pokoju i Przyjaźni.
Opracowano na podstawie materiału źródłowego
| Lp. | Państwo        | Kierowca              | Zwycięstwa | Aktywność           | Pierwsze zwycięstwo | Ostatnie zwycięstwo |
| --- | -------------- | --------------------- | ---------- | ------------------- | ------------------- | ------------------- |
| 1   | Czechosłowacja | Vlastimil Tomášek     | 19         | 1976–1990           | Schleiz 1978        | Poznań 1990         |
| 2   | Czechosłowacja | Oldřich Brunclik      | 9          | 1973–1977           | Most 1973           | Toruń 1977          |
| 2   | ZSRR           | Aleksiej Grigorjew    | 9          | 1979–1990           | Kijów 1982          | Ryga 1988           |
| 4   | Czechosłowacja | Ladislav Bareš        | 7          | 1976–1983 1987–1990 | Kijów 1978          | Schleiz 1989        |
| 5   | Czechosłowacja | Petr Bold             | 6          | 1979–1980 1984–1990 | Schleiz 1979        | Schleiz 1988        |
| 6   | Czechosłowacja | Jaroslav Bobek        | 4          | 1973–1974 1976      | Mińsk 1974          | Toruń 1974          |
| 6   | Czechosłowacja | Milan Žid             | 4          | 1973–1977           | Mińsk 1975          | Albena 1977         |
| 8   | ZSRR           | Witalij Bogatyriow    | 3          | 1976–1981           | Kijów 1979          | Toruń 1980          |
| 8   | Czechosłowacja | Petr Samohýl          | 3          | 1980–1985           | Kielce 1981         | Albena 1983         |
| 8   | ZSRR           | Jurij Kacaj           | 3          | 1982–1989           | Poznań 1986         | Ryga 1989           |
| 11  | Czechosłowacja | Zdeněk Vojtěch        | 2          | 1975–1977           | Schleiz 1975        | Most 1976           |
| 11  | NRD            | Peter Mücke           | 2          | 1976–1982           | Most 1978           | Schleiz 1980        |
| 11  | ZSRR           | Jurij Sierow          | 2          | 1983–1985 1987–1989 | Ryga 1984           | Poznań 1987         |
| 14  | Polska         | Andrzej Wojciechowski | 1          | 1973–1975           | Toruń 1973          | Toruń 1973          |
| 14  | Czechosłowacja | Oldřich Horsák        | 1          | 1975–1977           | Schleiz 1977        | Schleiz 1977        |
| 14  | ZSRR           | Valerijonas Vaišvila  | 1          | 1976–1979           | Toruń 1978          | Toruń 1978          |
| 14  | Czechosłowacja | Miroslav Heřman       | 1          | 1978–1981           | Albena 1980         | Albena 1980         |
| 14  | Czechosłowacja | Oldřich Vaníček       | 1          | 1983–1986           | Budapeszt 1986      | Budapeszt 1986      |
| 14  | ZSRR           | Michaił Tarakanow     | 1          | 1985–1989           | Ryga 1986           | Ryga 1986           |
| 14  | Rumunia        | Nicu Grigoraș         | 1          | 1981–1989           | Gałacz 1986         | Gałacz 1986         |
| 14  | Czechosłowacja | Josef Studenič        | 1          | 1984–1990           | Poznań 1989         | Poznań 1989         |
| 14  | ZSRR           | Władimir Jegorow      | 1          | 1983–1986 1988–1990 | Reșița 1989         | Reșița 1989         |
| 14  | Czechosłowacja | Josef Michl           | 1          | 1976–1978 1988 1990 | Hawierzów 1990      | Hawierzów 1990      |
| 14  | ZSRR           | Jurij Borowikow       | 1          | 1988 1990           | Ryga 1990           | Ryga 1990           |
| 14  | Szwajcaria     | Rolf Hanselmann       | 1          | 1990                | Schleiz 1990        | Schleiz 1990        |